# Bayshore Gardens
Bayshore Gardens és una concentració de població designada pel cens dels Estats Units a l'estat de Florida. Segons el cens del 2000 tenia 17.350 habitants.

## Demografia
Segons el cens del 2000, Bayshore Gardens tenia 17.350 habitants, 8.342 habitatges, i 4.588 famílies. La densitat de població era de 1.881,7 habitants per km².
Dels 8.342 habitatges en un 19% hi vivien nens de menys de 18 anys, en un 41% hi vivien parelles casades, en un 9,7% dones solteres, i en un 45% no eren unitats familiars. En el 38,2% dels habitatges hi vivien persones soles el 22,5% de les quals corresponia a persones de 65 anys o més que vivien soles. El nombre mitjà de persones vivint en cada habitatge era de 2,07 i el nombre mitjà de persones que vivien en cada família era de 2,69.
Per edats la població es repartia de la següent manera: un 17,9% tenia menys de 18 anys, un 7,6% entre 18 i 24, un 25,1% entre 25 i 44, un 20,1% de 45 a 60 i un 29,3% 65 anys o més.
L'edat mediana era de 44 anys. Per cada 100 dones de 18 o més anys hi havia 84,6 homes.
La renda mediana per habitatge era de 30.159 $ i la renda mediana per família de 37.294 $. Els homes tenien una renda mediana de 28.614 $ mentre que les dones 22.656 $. La renda per capita de la població era de 18.150 $. Entorn del 7,5% de les famílies i el 10,1% de la població estaven per davall del llindar de pobresa.

## Poblacions més properes
El següent diagrama mostra les poblacions més properes.